# روي ليونارد
روي ليونارد (بالإنجليزية: Roy Leonard)‏ هو دي جيه أمريكي، ولد في 19 يناير 1931 في ريدوود فولز في الولايات المتحدة، وتوفي في 4 سبتمبر 2014 في إيفانستون في الولايات المتحدة.

## وصلات خارجية
- روي ليونارد على موقع IMDb (الإنجليزية)